# التنکیرچن، مکلنبرگ-وارپامرن
التنکیرچن، مکلنبرگ-وارپامرن (به آلمانی: Altenkirchen, Mecklenburg-Vorpommern) یک شهر در آلمان است که در مکلنبورگ-فورپومرن واقع شده‌است.

## خصوصیات
التنکیرچن ۲۲٫۴۲ کیلومترمربع مساحت دارد ۲۰ متر بالاتر از سطح دریا واقع شده‌است.